# Cicale in Giappone

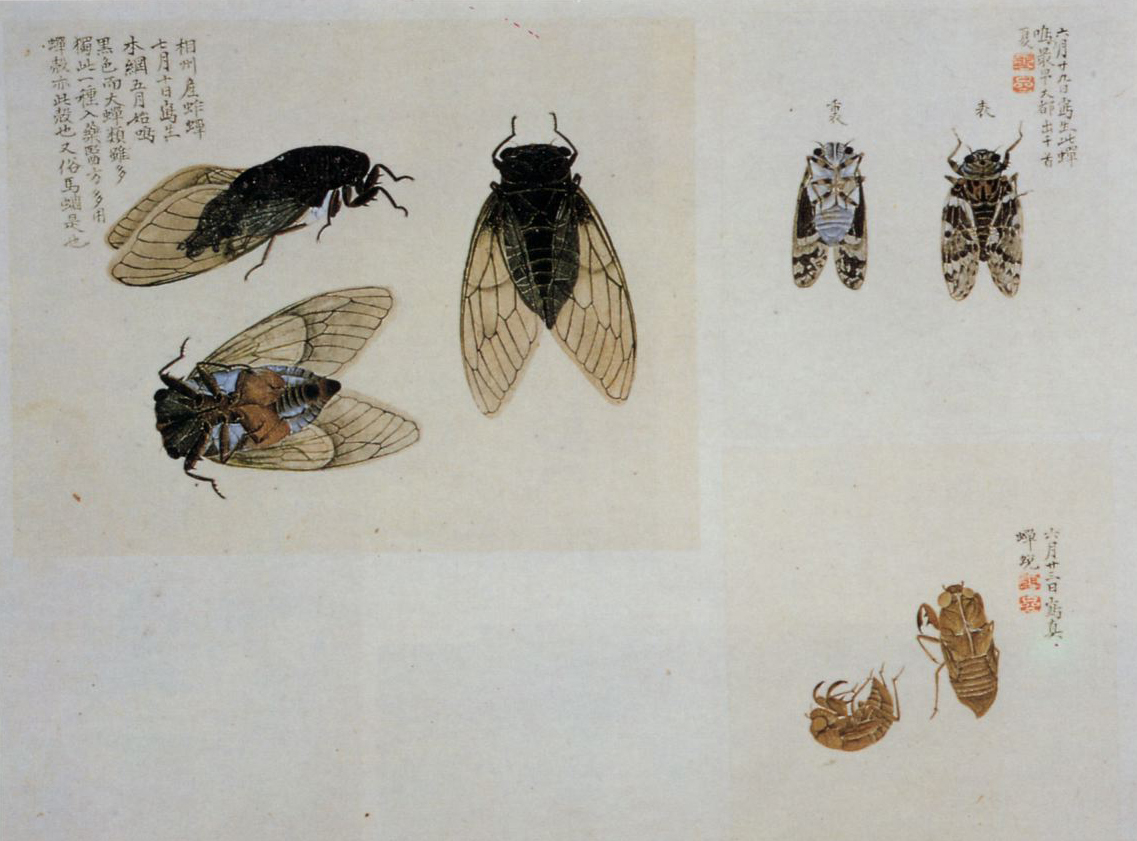
Cicale in un'illustrazione del periodo Edo di Masuyama Masakata

In Giappone sono presenti oltre trenta specie di cicale, in giapponese dette semi (セミ?).

## Descrizione
Le cicale sono insetti comunissimi in Giappone, e sono diffuse praticamente ovunque, anche nei grandi centri urbani come Tokyo e Osaka. Normalmente, le specie giapponesi passano due o tre anni sottoterra allo stato ninfale, nutrendosi di radici, germogli e xilema; una volta emerse sopravvivono per poche settimane, durante le quali si riproducono; le varie specie emergono in momenti diversi dell'anno, ma per la maggior parte d'estate: l'adulto è osservabile in genere da giugno a settembre, con il picco di attività ad agosto.
Il suono emesso dalle cicale (che è il richiamo d'accoppiamento) è fortissimo e, da vicino, può essere quasi assordante (va notato che le cicale stesse bloccano i propri canali uditivi mentre emettono il loro verso); ogni specie ha un canto particolare, il che permette ad un orecchio esperto di riconoscerle.

## Le cicale nella cultura giapponese

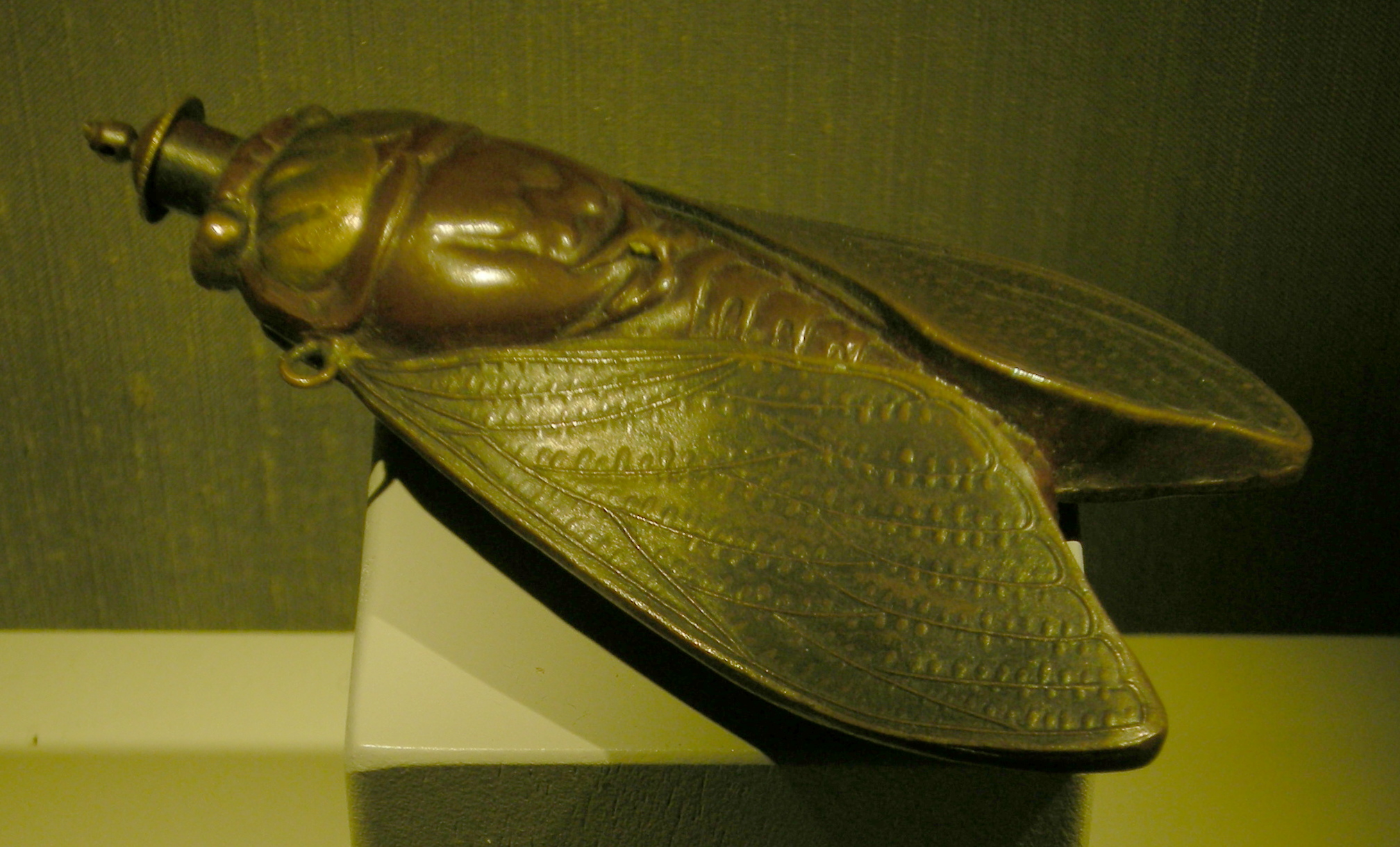
Bottiglia per tabacco in polvere a forma di cicala (circa 1900)

L'onnipresenza di questo insetto e il suo canto incessante, ben noto a tutti i giapponesi, lo hanno reso un simbolo dell'estate in Giappone e spesso il momento in cui le cicale iniziano a cantare viene considerato come l'effettivo inizio della stagione calda. I giapponesi sono abituati alla convivenza con le cicale, e imparano a riconoscerle già da bambini; la caccia alle cicale (e più in generale agli insetti) è, tra l'altro, un popolare passatempo estivo per i bambini, che si dedicano alla loro cattura con retini e scatole di plastica (altri insetti vengono venduti come animali da compagnia nei negozi, ma non le cicale). Tipiche sono anche le semi bakudan (蝉爆弾?), letteralmente "bombe cicala", ossia cicale riverse al suolo, apparentemente morte, che improvvisamente riprendono ad agitarsi e contorcersi con un forte baccano, spesso spaventando i passanti.
La figura della cicala è ben fissata nel folclore e nella cultura giapponesi: la breve vita dell'adulto è considerata, assieme a quella dei boccioli di ciliegio, un perfetto esempio del mujō (無常?), cioè la caducità di tutte le cose, il ciclo della natura e la reincarnazione. Appare spesso nella letteratura giapponese: molti poeti, fra cui Matsuo Bashō e Yokoi Yayū, nominano la cicala nelle loro opere per richiamare l'estate ma anche la solitudine o la tristezza; anche nel Genji monogatari di Murasaki Shikibu un personaggio femminile è chiamato Utsusemi (空蝉?), ossia "cicala vuota".
La figura della cicala è ancora più evidente nei media moderni, dove il suo canto viene usato, con molta frequenza, come espediente narrativo per indicare che una scena si svolge in estate: gli esempi si possono trovare un po' ovunque, dalle pubblicità sino a film, dorama e anime ambientati in Giappone; il verso solitamente utilizzato è il "miiiiin miin miin miin miin", tipico della Hyalessa maculaticollis.
Tra le apparizioni spiccano quelle nel film del 2005 Semishigure (il cui stesso titolo richiama il canto delle cicale che "cade" dagli alberi come pioggia) e la serie di fantascienza Ultraman, dove tra i cattivi appaiono delle cicale umanoidi chiamate Seminingen. Il cicaleccio è presente anche nei videogiochi della serie Animal Crossing, sviluppati dalla nipponica Nintendo, dove possono essere catturate varie specie di cicala, ognuna delle quali emette il suo tipico verso che aiuta ad individuarle sugli alberi.

## Specie
Di seguito una lista delle specie di cicale presenti in Giappone:

### Cicadinae
| Specie                          | Nome comune giapponese |          |
| Cicadini                        | Cicadini               | Cicadini |
| ------------------------------- | ---------------------- | -------- |
| Euterpnosia chibensis chibensis | Hime-haru-zemi         |          |
| Euterpnosia iwasakii            | Iwasaki-hime-haru-zemi |          |
| Euterpnosia okinawana           | Okinawa-hime-haru-zemi |          |
| Meimuna boninensis              | Ogasawara-zemi         |          |
| Meimuna iwasakii                | Iwasaki-zemi           |          |
| Meimuna kuroiwae                | Kuroiwa-tsukutsuku     |          |
| Meimuna opalifera               | Tsukutsukuboushi       |          |
| Meimuna oshimensis              | Oshima-zemi            |          |
| Pomponia yayeyamana             | Taiwan-higurashi       |          |
| Tanna ishigakiana               | Ishigaki-higurashi     |          |
| Tanna japonensis                | Higurashi              |          |
| Terpnosia nigricosta            | Ezo-haru-zemi          |          |
| Terpnosia vacua                 | Haru-zemi              |          |
| Cryptotympanini                 |                        |          |
| Auritibicen bihamatus           | Koezo-zemi             |          |
| Auritibicen esakii              | Yakushima-ezo-zemi     |          |
| Auritibicen flammatus           | Aka-ezo-zemi           |          |
| Auritibicen japonicus           | Ezo-zemi               |          |
| Auritibicen kyushuensis         | Kyushu-ezo-zemi        |          |
| Cryptotympana atrata            | Sujiaka-kuma-zemi      |          |
| Cryptotympana facialis          | Kuma-zemi              |          |
| Cryptotympana yaeyamana         | Yaeyama-kuma-zemi      |          |
| Platypleurini                   |                        |          |
| Platypleura albivannata         | Ishigaki-nini          |          |
| Platypleura kaempferi           | Nini-zemi              |          |
| Platypleura kuroiwae            | Kuroiwa-nini           |          |
| Platypleura miyakona            | Miyako-nini            |          |
| Platypleura yayeyamana          | Yaeyama-nini           |          |
| Suisha coreana                  | Chousen-kenaga-nini    |          |
| Moganniini                      |                        |          |
| Mogannia minuta                 | Iwasaki-kusa-zemi      |          |
| Vagitanus terminalis            | Tsumaguro-zemi         |          |
| Oncotympanini                   |                        |          |
| Hyalessa maculaticollis         | Minmin-zemi            |          |
| Polyneurini                     |                        |          |
| Graptopsaltria bimaculata       | Ryukyu-abura-zemi      |          |
| Graptopsaltria nigrofuscata     | Abura-zemi             |          |

### Cicadettinae
| Specie            | Nome comune giapponese |             |
| Cicadettini       | Cicadettini            | Cicadettini |
| ----------------- | ---------------------- | ----------- |
| Kosemia radiator  | Chicchi-zemi           |             |
| Kosemia yezoensis | Ezo-chicchi-zemi       |             |
| Mudini            |                        |             |
| Muda kuroiwae     | Kuroiwa-zemi           |             |